# Jodid fosforitý
Jodid fosforitý (PI3) je anorganická sloučenina fosforu a jodu. Za běžných podmínek se jedná o nestabilní červenou tuhou látku, která prudce reaguje s vodou. Je poměrně rozšířeným omylem, že je jodid fosforitý příliš nestabilní na to, aby se dal skladovat. Ve skutečnosti je běžně v prodeji. Široce se používá v organické chemii pro konverzi alkoholů na alkyljodidy. Je též silným redukčním činidlem. Fosfor tvoří s jodem také tetrajoddifosfan (P2I4), existence jodidu fosforečného (PI5) při pokojové teplotě je však nejasná, spíše se jedná o kokrystalizát jodidu fosforitého s jodem.

## Vlastnosti
Jodid fosforitý rozpuštěný v sirouhlíku má v zásadě nulový dipólový moment, protože vazba P-I nemá téměř vůbec dipólový charakter. Tato vazba je navíc slabá, PI3 je mnohem méně stabilní než jiné fosforité halogenidy; standardní slučovací entalpie je jen −46 kJ/mol (pevná látka). Atom fosforu má NMR posun 178 ppm (vyšší kmitočet než H3PO4).

## Reakce
Jodid fosforitý bouřlivě reaguje s vodou za vzniku kyseliny fosforité (H3PO3) a jodovodíkové (HI), uvolňují se též malá množství fosfanu a sloučenin P-P. S alkoholy tvoří alkyljodidy; tato reakce je hlavní oblastí použití PI3.
PI3 má také silné redukční účinky. Redukuje sulfoxidy na thioethery, a to i při −78 °C. Zahřívání roztoku PI3 v 1-jodobutanu s červeným fosforem vyvolává redukci na P2I4.

## Příprava
Obvyklou metodou přípravy je přímá reakce prvků, většinou přidáváním jodu do roztoku bílého fosforu v sirouhlíku:
P4 + 6 I2 → 4 PI3
Lze také využít převod PCl3 na PI3 působením jodovodíku nebo některých kovových jodidů.

## Použití
Jodid fosforitý se používá v laboratoři pro konverzi primárních nebo sekundárních alkoholů na alkyljodidy. Alkohol je tu mnohdy nejen reaktantem, ale i rozpouštědlem. PI3 se často generuje in situ reakcí červeného fosforu s jodem za přítomnosti alkoholu. Například konverzí methanolu lze získat jodmethan:
PI3 + 3 CH3OH → 3 CH3I + H3PO3
Alkyljodidy jsou sloučeniny užitečné pro nukleofilní substituční reakce a pro přípravu Grignardových reagencií.